# كفر نفرة البحري
كفر نفرة البحري إحدى قرى مركز بركة السبع التابع لمحافظة المنوفية بجمهورية مصر العربية.

## السكان
بلغ عدد سكان كفر نفرة البحري 9,226 نسمة، حسب الإحصاء الرسمي لعام 2006.